# Contea di Martin (Indiana)
La contea di Martin (in inglese Martin County) è una contea dello Stato dell'Indiana, negli Stati Uniti. La popolazione al censimento del 2000 era di 10 369 abitanti. Il capoluogo di contea è Shoals.